# Hanö naturreservat
Hanö är ett naturreservat som omfattar en ö med samma namn och kringliggande vatten i Sölvesborgs kommun i Blekinge län.
Reservatet är skyddat sedan 2017, invigdes 10 juni 2018, och omfattar 376 hektar varav 192 land. På ön finns ädellövskog med avenbokar och öppna gräs- och buskmarker.